# Phobetes sapporensis
Phobetes sapporensis là một loài tò vò trong họ Ichneumonidae.